# Schlangenbohrer

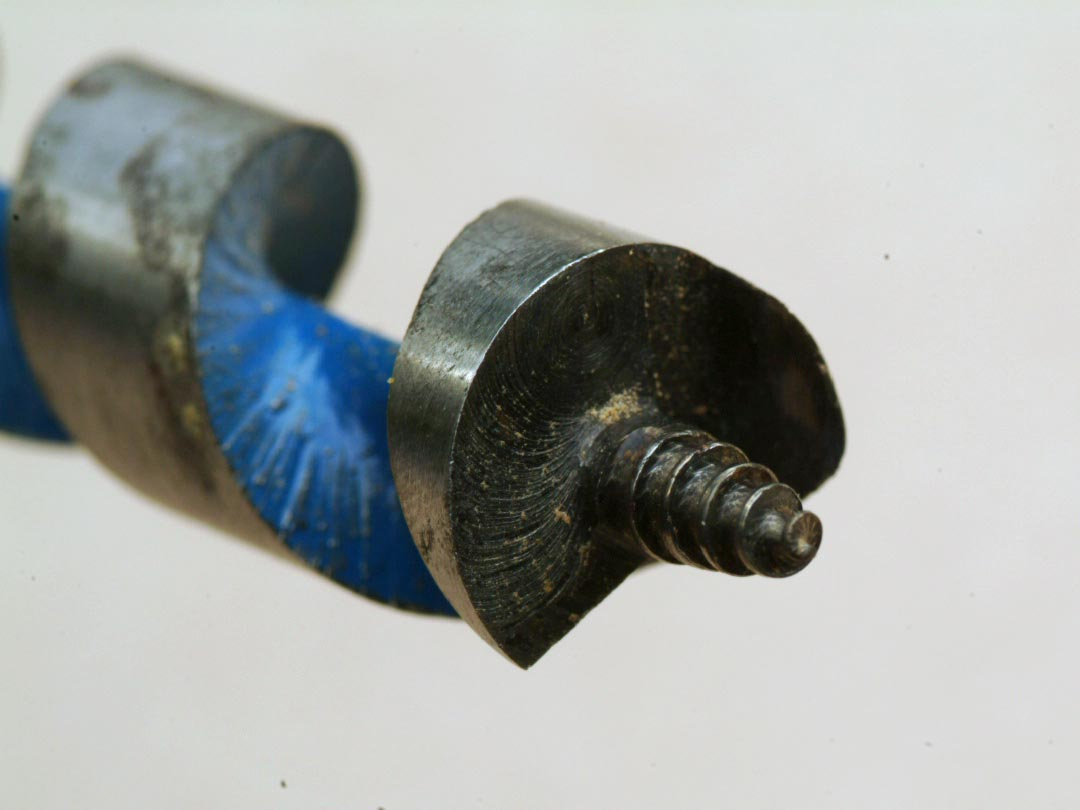
Schlangenbohrer

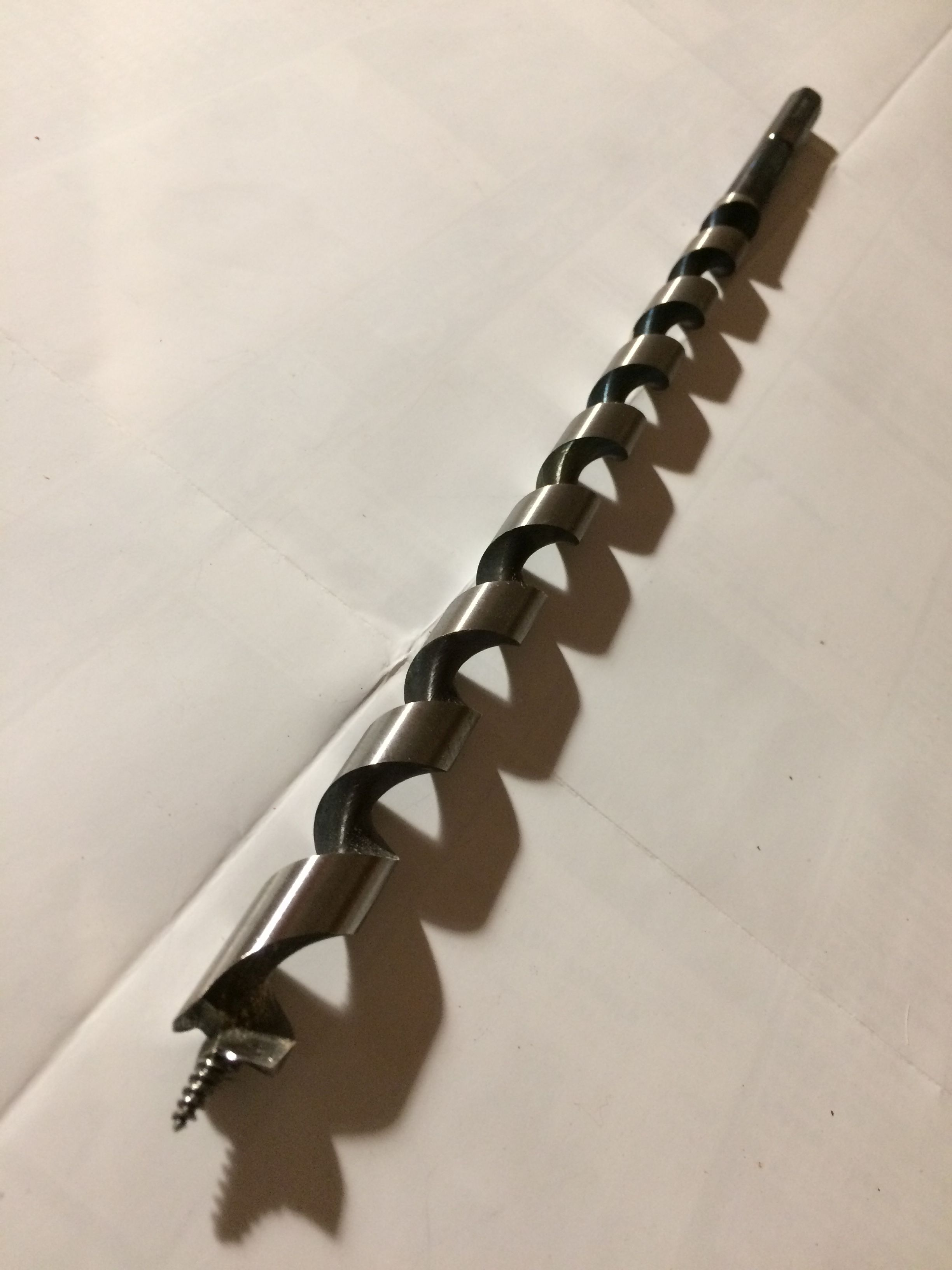
Schlangenbohrer mit 12 mm Durchmesser

Schlangenbohrer sind Holzbohrer, die im Vergleich zu anderen Holzbohrern üblicherweise relativ lang sind und deshalb im Mittelteil zur besseren Spanförderung ähnlich wie eine Archimedische Schraube aufgebaut sind. Wie bei dieser ist die Steigung der Wendel sehr gering, insbesondere im Vergleich zu anderen Spiralbohrern.

## Aufbau und Funktionsweise
Im Gegensatz zu anderen Holzbohrern, wo dies nur gelegentlich vorkommt, hat die Zentrierspitze des Schlangenbohrers in aller Regel ein Gewinde, mit dem sich der Bohrer ins Holz zieht. Dies ist aber nicht die charakteristische Eigenschaft, sondern lediglich bei diesem Typ Bohrer verbreiteter als bei anderen.
Der Mittelteil enthält dann die Schraube, die sich namensgebend „wie eine Schlange“ um den Kernstab windet. Durch diese Schraube können die vom Bohrkopf zerspanten und abgehobenen Teile aus dem immer tiefer werdenden Bohrloch gefördert werden. In seltenen Fällen sind Schlangenbohrer „zweigängig“ ausgeführt, d. h., dass sich, um beim Bild zu bleiben, zwei „Schlangen“ um den Kernstab winden.
Manche höherwertige Schlangenbohrer besitzen an der Spitze noch einen kleinen Vorritzer, um ein saubereres Loch ohne Ausrisse zu schaffen. Dies ist speziell bei weicheren Hölzern wichtig.
Der Schlangenbohrer wird meistens für tiefere Löcher genutzt, anders als die herkömmlichen Holzbohrer.
Die Art der Montage an einer Bohrmaschine ist hersteller- und gerätespezifisch und nicht ausschlaggebend für diese spezielle Art von Bohrern.